# WTA German Open 2004
Il WTA German Open 2004 è stato un torneo di tennis giocato sulla terra rossa.
È stata la 92ª edizione del German Open, che fa parte della categoria Tier I nell'ambito del WTA Tour 2004.
Si è giocato al Rot-Weiss Tennis Club di Berlino in Germania dal 3 al 9 maggio 2004.

## Campionesse

### Singolare
Amélie Mauresmo ha battuto in finale  Venus Williams, walkover

### Doppio
Nadia Petrova /  Meghann Shaughnessy hanno battuto in finale  Janette Husárová /  Conchita Martínez con il punteggio di 6–2, 2–6, 6–1.